# Atkinson-Maß
Mit Atkinson-Maß (nach Anthony Atkinson [1944–2017]) werden eine Menge von Ungleichverteilungsmaßen bezeichnet, mit denen beispielsweise die Einkommens- oder Vermögensungleichheit in einer Gesellschaft berechnet werden kann.

## Ursprung/Geschichte
Der von Hugh Dalton eingeführte Dalton-Index {\displaystyle D} ist nicht invariant gegenüber positiven linearen Transformationen der persönlichen Einkommenswohlfahrtsfunktionen.
Atkinson hat 1970 versucht, den Index so neu zu definieren, dass er die entsprechende Invarianz aufweist.

## Definition
Jedem Atkinson-Maß liegt eine konkave Nutzenfunktion zugrunde.
Wie stark das Atkinson-Maß auf Ungleichheiten reagiert, wird von dieser zugrunde gelegten Nutzenfunktion bestimmt.
Üblicherweise wird eine Arrow-Wohlfahrtsfunktion verwendet, die durch einen die Ungleichheitsaversion angebenden Parameter {\displaystyle \varepsilon } festlegt, wie groß der Wohlfahrtsunterschied eines zusätzlichen Euros zwischen einer Person mit einem hohen und einem niedrigen Einkommen ist. Je größer Epsilon ist, desto stärker reagiert das Atkinson-Maß auf Ungleichheit. Ist {\displaystyle \varepsilon =0} bedeutet dies, dass die Verteilung der Einkommen gesellschaftlich gesehen unerheblich ist.
Dieser Atkinson-Index ist wie folgt definiert:
{\displaystyle A=A_{\varepsilon }=A_{\varepsilon }(y_{1},\ldots ,y_{n})={\begin{cases}1&{\mbox{für}}\ \varepsilon =0\\1-{\frac {1}{\mu }}\left({\frac {1}{n}}\sum _{i=1}^{n}y_{i}^{1-\varepsilon }\right)^{1/(1-\varepsilon )}&{\mbox{für}}\ \varepsilon >0\land \varepsilon \neq 1\\1-{\frac {1}{\mu }}\left(\prod _{i=1}^{n}y_{i}\right)^{1/n}&{\mbox{für}}\ \varepsilon =1,\end{cases}}}
wobei {\displaystyle y_{i}} das individuelle Einkommen (i = 1, 2, …, N) und {\displaystyle \mu } das Durchschnittseinkommen ist.

## Eigenschaften
Der Atkinson-Index hat folgende Eigenschaften:
1. Symmetrie in den Argumenten: {\displaystyle A_{\varepsilon }(y_{1},\ldots ,y_{N})=A_{\varepsilon }(y_{\sigma (1)},\ldots ,y_{\sigma (N)})} für alle Permutationen {\displaystyle \sigma }.
2. Der Index liegt zwischen Null und Eins. {\displaystyle 0\leq A_{1}\leq 1} und {\displaystyle 0\leq A_{\varepsilon }\leq 1-n^{-\epsilon }<1} für alle {\displaystyle \varepsilon \neq 1}
3. Der Index ist nur bei Einkommensgleichheit Null: {\displaystyle A_{\varepsilon }(y_{1},\ldots ,y_{N})=0} gdw. {\displaystyle y_{i}=\mu } für alle {\displaystyle i}.
4. Invarianz gegenüber Vervielfachung: Wird die Population (mehrfach) identisch repliziert, bleibt der Index gleich: {\displaystyle A_{\varepsilon }(\{y_{1},\ldots ,y_{N}\},\ldots ,\{y_{1},\ldots ,y_{N}\})=A_{\varepsilon }(y_{1},\ldots ,y_{N})}
5. Invarianz gegenüber Inflation: Werden alle Einkommen mit einer positiven Konstante multipliziert, bleibt der Index gleich: {\displaystyle A_{\varepsilon }(y_{1},\ldots ,y_{N})=A_{\varepsilon }(ky_{1},\ldots ,ky_{N})} für alle {\displaystyle k>0}
6. Der Index lässt sich in Untergruppen zerlegen.[1] Es gilt

{\displaystyle A_{\varepsilon }(y_{g,i_{g}}:i_{g}=1,\ldots ,n_{g};g=1,\ldots ,G)=\sum _{g=1}^{G}w_{g}A_{\varepsilon }(y_{g,1},\ldots ,y_{g,n_{g}})+A_{\varepsilon }(\mu _{1},\ldots ,\mu _{G})}, wobei {\displaystyle G} die Anzahl der Untergruppen angibt, {\displaystyle \mu _{g}} das Durchschnittseinkommen der Untergruppe {\displaystyle g}, und die Gewichte {\displaystyle w_{g}=f(\mu _{g},\mu ,N,N_{g})} für eine von der konkreten Situation unabhängige Funktion f.

## Anwendung
Für den sich aus der „verallgemeinerten Entropie-Klasse“ mit {\displaystyle \varepsilon =1} ergebenden Theil-Index {\displaystyle I_{1}} gilt, dass er in ein von Atkinson entwickeltes Entropiemaß umgewandelt werden kann, das in der Literatur auch als „normalisierter Theil-Index“ auftrat. Das Maß errechnet sich aus der Funktion {\displaystyle 1-e^{-T}}.